# Rasuwa (distrito)
Rasuwa é um distrito da zona de Bagmati, no Nepal.